# James B. Pearson

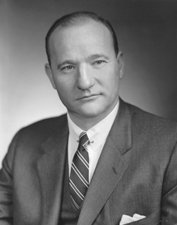
James B. Pearson

James Blackwood Pearson (* 7. Mai 1920 in Nashville, Tennessee; † 13. Januar 2009 in Gloucester, Massachusetts) war ein US-amerikanischer Politiker, der den Bundesstaat Kansas im US-Senat vertrat.

## Leben

### Frühes Leben
James Pearson verbrachte seine ersten 14 Lebensjahre in Tennessee und zog mit seinen Eltern – sein Vater war Prediger der Methodistengemeinde – 1934 nach Virginia. Als junger Mann erlangte er seinen Abschluss an der Duke University in North Carolina. 1943 brach er die Schule ab und trat der US Navy bei, in der er zum Piloten einer Douglas DC-3 ausgebildet wurde. 1946 trat er im Rang eines Lieutenant aus der Armee aus und wurde danach im Innendienst auf einer Basis in Olathe (Kansas) eingesetzt.

### Werdegang
Erneut schrieb er sich an einer Universität, dieses Mal an der University of Virginia ein, an der er im Jahr 1950 seinen Abschluss in Rechtswissenschaften erlangte. Einer seiner Klassenkameraden in Virginia war der spätere US-Senator Robert F. Kennedy. Nach seiner Zulassung als Rechtsanwalt in Kansas begann er in der Kleinstadt Mission an der Grenze zu Missouri zu praktizieren. In jener Zeit lernte er auch seine spätere Ehefrau Martha Mitchell kennen, mit der er im Lauf der Zeit vier Kinder hatte, drei Söhne und eine Tochter. 1952 wurde Pearson stellvertretender Bezirksstaatsanwalt im Johnson County, ein Amt, das er bis 1954 innehatte. Weitere zwei Jahre, von 1954 bis 1956, arbeitete Pearson als Richter am Nachlassgericht seines Bezirks.

### Politische Karriere
Von 1956 bis 1960 gehörte Pearson, der Parteimitglied der Republikaner war, dem Senat von Kansas an. Nach seinem Ausscheiden aus dem Amt unterstützte er John Anderson, als sich dieser erfolgreich um das Amt des Gouverneurs von Kansas bewarb. Aus Dank wurde Pearson von Anderson zum Parteivorsitzenden der Republikaner von Kansas ernannt.
Im Januar 1962 starb US-Senator Andrew Schoeppel. John Anderson, dem nun das Recht zustand, einen Nachfolger zu bestimmen, kam auf Pearson zurück, der daraufhin in den Kongress in Washington einzog. Im November 1962 wurde er in einer Nachwahl offiziell bestätigt. Pearson wurde in der Folge zweimal wiedergewählt und amtierte vom 31. Januar 1962 bis zum 23. Dezember 1978 als Senator. Im Dezember 1978 legte er sein Mandat nieder. Von 1972 bis zu seinem Ausscheiden aus dem Senat war Pearson Delegierter zur Generalversammlung der Vereinten Nationen.

### Späteres Leben
Nach dem frühen Tod seiner ersten Frau heiratete Pearson Margaret Lynch, mit der er in Japan und Südostasien auf Reisen ging. Zwischen 1983 und 1991 lebte er auf Hawaii, wo er Vorstandsmitglied einer Handelsgesellschaft wurde. Auch war er Teilhaber einer Anwaltskanzlei in Washington.
James B. Pearson lebte zuletzt in Massachusetts, wo er im Januar 2009 im Alter von 88 Jahren starb.